# プロフェッショナルレスリング・ワラビー
プロフェッショナルレスリング・ワラビーは、埼玉県を中心に活動しているプロレス団体。キャッチコピーは「あなたにカンケイあるプロレス」。

## 歴史

### 2009年
- アイスリボンのブランド「プロレスリング・ワラビー」として設立。団体名は所在地である蕨から「ワラビー」としておりロゴマークも動物の「ワラビー」をモチーフにしている。参加メンバーはリボン高梨、趙雲子龍、梶原慧。
- 5月16日、レッスル武闘館で旗揚げ戦「ワラビー1」を開催。
- 9月4日、レッスル武道館で開催した「ワラビー4」を最後に事実上の活動停止。

### 2010年
- 矢野啓太に譲渡してアイスリボンのブランドから独立。
- 7月9日、矢野が大会名を「プロフェッショナルレスリング・ワラビー」に改称して自主興行を開催。

### 2011年
- 3月22日、矢野がバトラーツを退団してワラビーを団体化。
- 7月2日、レッスル武闘館で旗揚げ戦「c.W.o」を開催。

### 2012年
- 3月30日、ケルベロスで「In The House SHOW1」を開催。
- 4月29日、ケルベロスで「In The House SHOW2」を開催。
- 5月27日、ケルベロスで「In The House SHOW3」を開催。
- 7月18日、目黒鹿鳴館で「The Victory SHOW1」を開催。
- 8月12日、クリエイティブスタジオで「The Victory SHOW2」を開催。
- 10月17日、目黒鹿鳴館で「The Victory SHOW3」を開催。
- 12月23日、ケルベロスで「in THE House SHOW4」と「The Victory SHOW4」のWショーを開催。

### 2013年
- 3月25日、日本列島プロレス連盟に参加[1]。
- 4月28日、クリエイティブスタジオで「WALLABEE SHOW DOWN」を開催。
- 7月28日、クリエイティブスタジオで「WALLABEE SHOW DOWN〜太陽になれ!夢を持て!〜」を開催。
- 10月19日、クリエイティブスタジオで「WALLABEE SHOW DOWN〜欧州世界選手権シリーズ〜」を開催。
- 12月27日から29日、ケルベロスで「WALLABEE MANIA 3Days!!」を開催。

### 2014年
- 5月4日、クリエイティブスタジオで「WALLABEE SHOW DOWN〜Copa de Luchas 2014〜」を開催。
- 7月6日、クリエイティブスタジオで「WALLABEE SHOW DOWN〜Revolution Aniversario 2014〜」を開催。
- 9月14日、クリエイティブスタジオで「WALLABEE SHOW DOWN〜吹けよDの嵐〜」を開催。
- 12月28日、ケルベロスで「WALLABEE Souled Out 2014」を開催。

### 2015年
- 7月17日、プロレス佐野魂両国国技館大会で提供試合「WALLABEE Revolution Aniversario2015 at SUMO ARENA」を実施。
- 11月29日、旧アレナ・スパークで「Sparkファイトクラブ」を開催。
- 12月27日、ケルベロスで「LWoxKY」を開催。

### 2016年
- 5月8日、クリエイティブスタジオで「WALLABEE SHOW DOWN〜KEIchan BOM-BA-YE〜"U"をブッ飛ばせ!!」を開催。
- 7月17日、クリエイティブスタジオで「WALLABEE SHOW DOWN〜Revolution Aniversario2016〜超獣4Ever..」を開催。

## タイトル
- ワラビーTV王座

1. KEITA in THE House＊
2. 怨霊
3. 見た目がウォールストリート
4. 磯英弥
5. ティグレ・バキ
6. 勇者アモン
7. クラッシャー高橋
8. KEITA in THE House＊

- NWAワラビー世界マーシャルアーツ王座

1. KEITA in THE House＊[2]
2. コシカ・マコト
3. チャパティ・カーン
4. 夢幻大シューター

## 所属選手
- 矢野啓太

## 歴代所属選手
- ミクロ
- 勇者アモン
- ティグレ・バキ

## ワラビープロレスアウォードMVP
ワラビーが1年間を通じて活躍した選手を表彰する制度。
- 2010年 : KEITA in THE House＊
- 2011年 : ばってん多摩川
- 2012年 : 見た目がウォールストリート
- 2013年 : 勇者アモン